# Pieter Bruegel il Vecchio
Pieter Bruegel, o Brueghel (/piːtər brøːɣəl̩/; Breda, 1525/1530 circa – Bruxelles, 5 settembre 1569), è stato un pittore olandese.

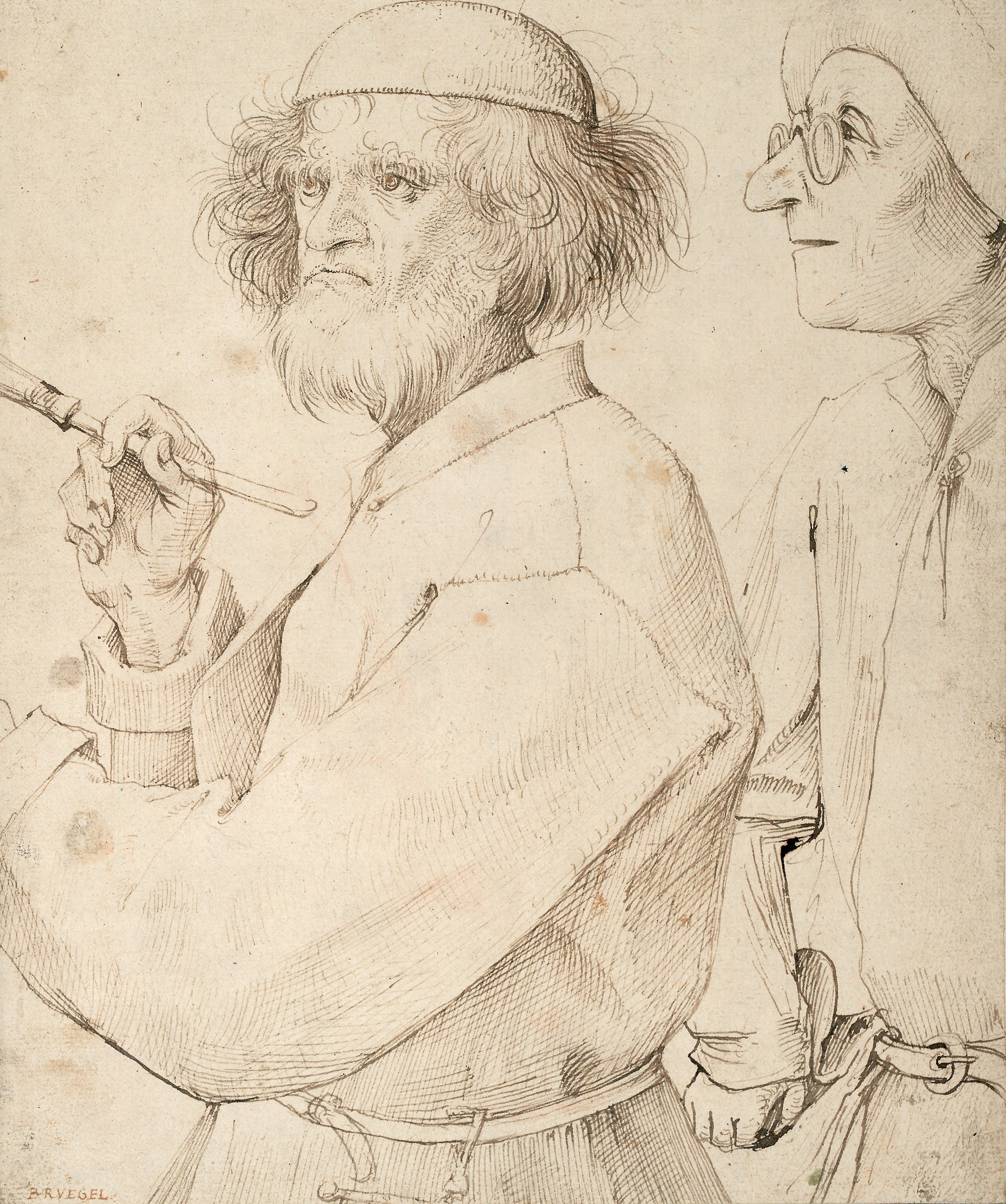
Presunto autoritratto di Pieter Bruegel con un committente

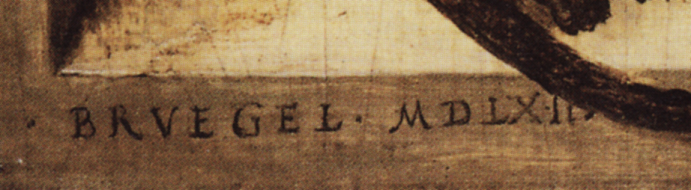
La firma di Bruegel sulle Due scimmie incatenate

È generalmente indicato come il Vecchio per distinguerlo dal figlio primogenito, Pieter Bruegel il Giovane. Anche il secondogenito Jan Bruegel il Vecchio seguì le orme paterne e così pure il nipote Jan Bruegel il Giovane.

## Biografia
Le informazioni sulla vita di Bruegel sono scarse e lacunose, talvolta contraddittorie; principalmente derivano dallo Schilderboek di Karel van Mander, una sorta di Vasari fiammingo (1604).

### Origini e formazione

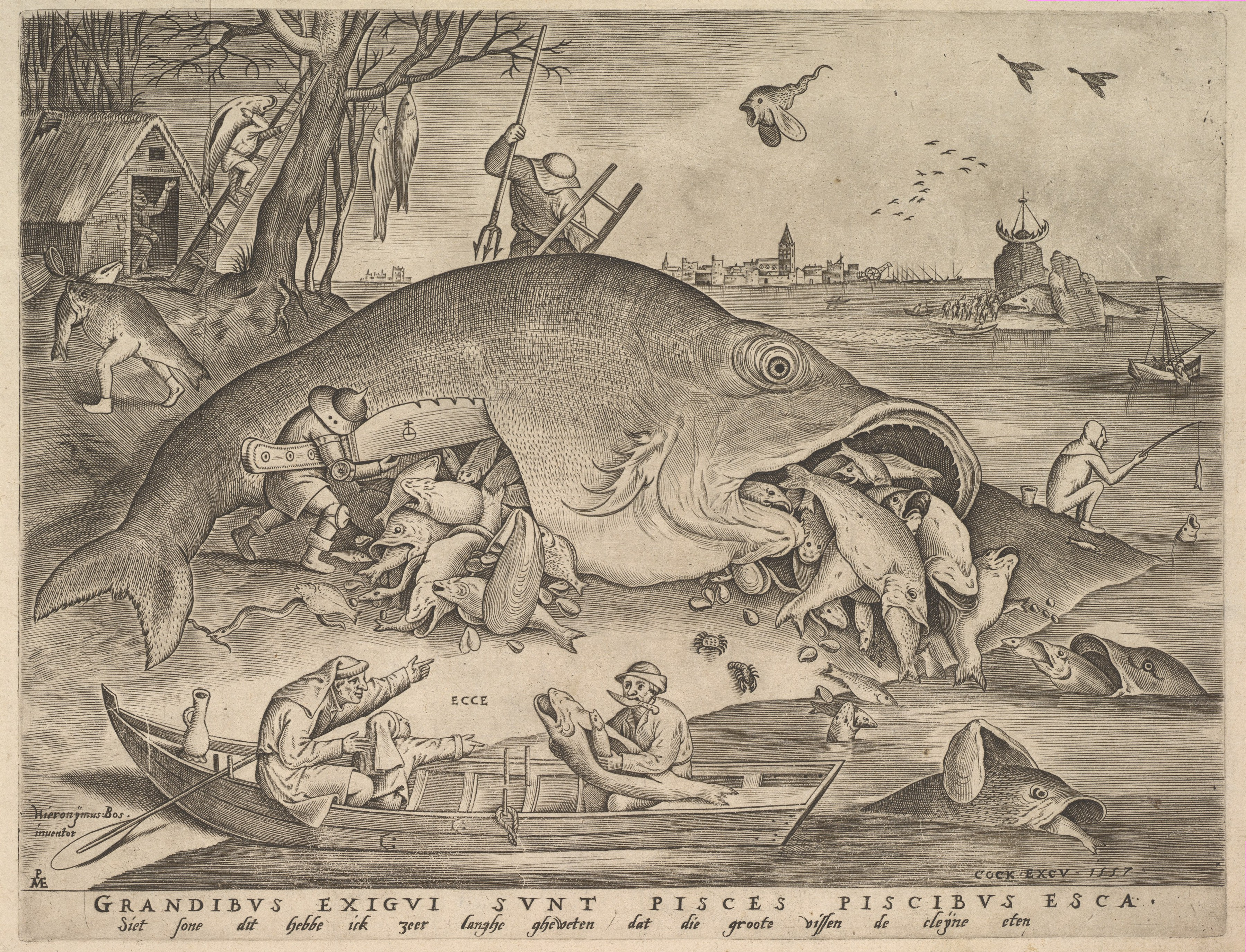
I pesci grandi mangiano i pesci piccoli, stampa su disegno di Bruegel del 1557

Data e luogo di nascita precisi sono ignoti, ricavabili solo in via deduttiva. A quei tempi non esistevano registri anagrafici delle nascite, e solo nel 1551 Pieter Bruegel venne citato per iscritto per la prima volta, quando entrò a far parte della Corporazione di San Luca di Anversa qualificandosi come maestro. Essendo l'età di ingresso in tale corporazione fissata intorno ai 21/25 anni, si è collocata la data di nascita tra il 1525 o il 1530, mentre le origini si collocano a Breda o in un paese vicino a seguito di una menzione non documentabile di Lodovico Guicciardini, che nella sua Descrittione de' Paesi Bassi (edita ad Anversa nel 1567, quindi contemporanea al pittore) lo ricorda come "Pietro Brueghel di Breda". Van Mander lo voleva del villaggio di Bröghel nel Brabante Settentrionale, anche se nella registrazione alla corporazione di Anversa si firmò "Brueghels", con una "s" che farebbe pensare a un patronimico (Pietro figlio di Bruegel), come sottolineò Max Friedländer.
In base a quanto riferito da Karel van Mander, si formò a Bruxelles alla scuola di Pieter Coecke van Aelst, pittore di corte di Carlo V, architetto, disegnatore di arazzi, persona colta (autore di traduzioni del Vitruvio e di Sebastiano Serlio), che aveva viaggiato in Italia ed in Turchia. Tale ipotesi non è avallata da una parte della critica, che non ravvisa elementi di continuità stilistica tra Bruegel e van Aelst, sebbene Pieter ne sposasse la figlia Mayeken Verhulst Bessemers. Può darsi quindi che Coecke sia stato per lui un amico paterno e un interlocutore da cui venire iniziato a specifici indirizzi culturali, piuttosto che un vero e proprio maestro di bottega.
Fu più fondamentale, per la sua carriera, il contatto con l'incisore ed editore di stampe Hieronymus Cock di Anversa, che ebbe il merito di avvicinarlo alle opere di Hieronymus Bosch. Cock infatti gli fece riprodurre una serie di disegni di Bosch, appartenente alla generazione precedente a quella di Bruegel, da usare come base per la traduzione in opere incisorie. Nello studio di Cock si ritrovavano artisti, letterati, studiosi e amatori, e circolavano sicuramente idee legate all'Umanesimo, in una versione molto intellettuale, e all'alchimia.

### Ad Anversa
Il pittore mosse quindi i suoi primi passi nella ricca e cosmopolita Anversa, con una prima documentazione relativa a un perduto trittico per la cattedrale di Malines, realizzato in collaborazione con Pieter Balten. Un primo contatto con l'arte di Bosch è documentato dall'incisione I pesci grandi mangiano i pesci piccoli, che Bruegel disegnò (non fu mai incisore, ma solo fornitore di disegni da riprodurre a stampa) e che l'editore Cock pubblicò con la firma di Bosch, giocando su una continuità che poteva garantire una facile presa commerciale.
Ma se Bruegel attingeva al repertorio (peraltro non esclusivo) dell'illustre collega, i risultati sono ben diversi: i "grilli" mostruosi di Bruegel erano ormai inseriti in uno spazio consapevolmente moderno, in cui paesaggio e figure si spartivano razionalmente la superficie disponibile.

### Viaggio in Italia

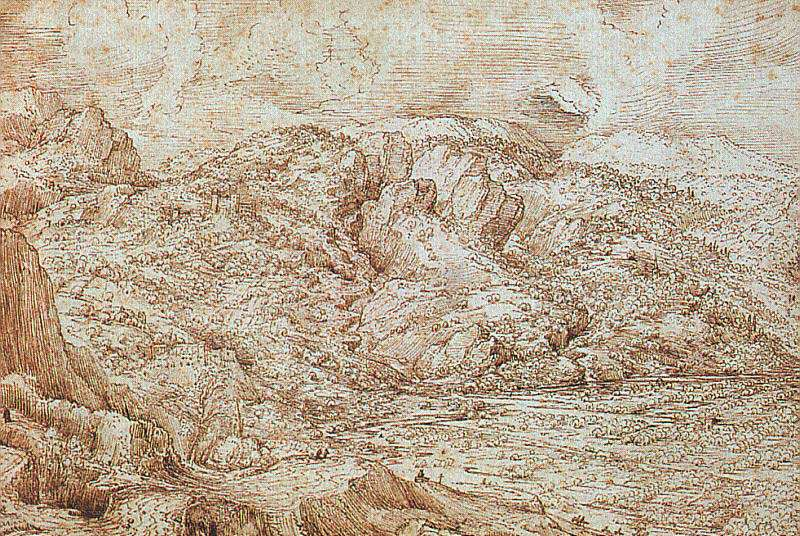
Veduta alpina, disegno (Louvre)

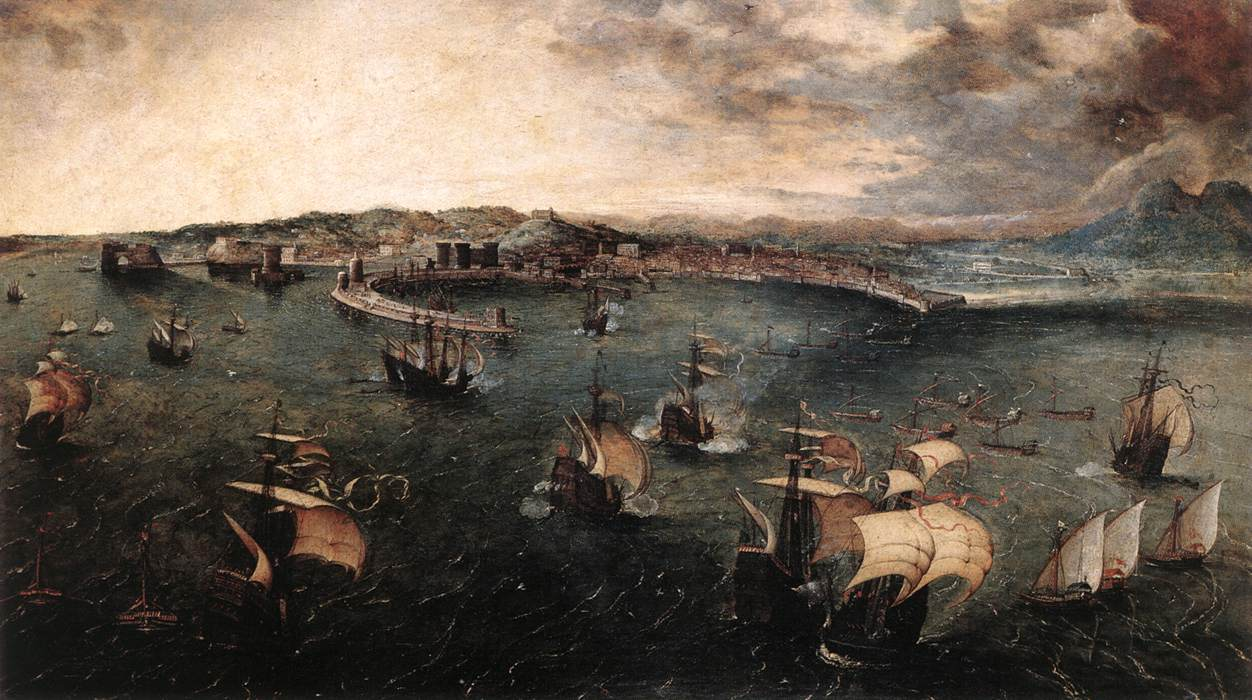
Veduta del porto di Napoli, 1556 circa

Nel 1551, forse su invito dello stesso Cock, Bruegel doveva essere pronto a partire per l'Italia. Non si conoscono i tempi esatti del viaggio, ma i luoghi visitati sono registrati precisamente in una serie di disegni. Dovette passare da Lione, come ricorda l'esistenza di due tempere con vedute di tale città (oggi perduti), già inventariati alla morte di Giulio Clovio nel 1577. Attraversò le Alpi (Paesaggio alpino, 1551 circa) e visitò il Lago Maggiore. Proseguì per Roma, dove si fermò certamente a lungo come ricordano un gran numero di opere, solo in parte pervenuteci: un disegno della Ripa Grande a Roma (1551-1553 circa), la menzione di un suo dipinto in un inventario romano seicentesco, due stampe derivate da disegni suoi (Psiche e Mercurio e Dedalo e Icaro, riferibili al 1553 circa), un'incisione con veduta di Tivoli sulle propaggini dei monti Tiburtini (Prospectus tyburtinus). Non ci sono indizi di contatti diretti con gli artisti dei circoli romani, né di altre città, sebbene sia difficile immaginare che il pittore non abbia ammirato i capolavori di Michelangelo, come il recente Giudizio universale, da cui peraltro non fu influenzato.
Visitò poi Napoli (dipinto con Veduta del porto di Napoli, data imprecisata) e nel 1552 circa rappresentò Reggio Calabria in un disegno (Veduta di Reggio conservato al Museo Boijmans Van Beuningen di Rotterdam) in cui la città è in fiamme per un attacco dei Turchi. Infine, in un'incisione del 1561 di Frans Huys, basata su un suo disegno perduto, è raffigurata una battaglia nello Stretto di Messina che presume una conoscenza precisa dei luoghi. L'apocalittica visione di Reggio devastata dalle incursioni piratesche impressionò talmente Bruegel da costituire un tema ricorrente nei suoi dipinti successivi.
Altre informazioni si ricavano da lettere successive, indirizzate dal geografo bolognese Scipio Fabus all'amico e collega Abraham Ortelius nel 1561, in cui si ricorda la visita del maestro fiammingo. Echi del viaggio in Italia si colgono inoltre, oltre che nei paesaggi, in alcuni dettagli delle sue opere successive, come il Trionfo della morte, che ricorda quello di Palermo, o la Torre di Babele, la cui struttura architettonica richiama la mole del Colosseo.
Nel 1555 circa dovette rimettersi in viaggio per tornare ad Anversa, ritraendo durante il tragitto la valle del Ticino e passando forse da Innsbruck. Vedute alpine e prealpine si ritrovano negli sfondi di molte opere note.

### Attività nei Paesi Bassi

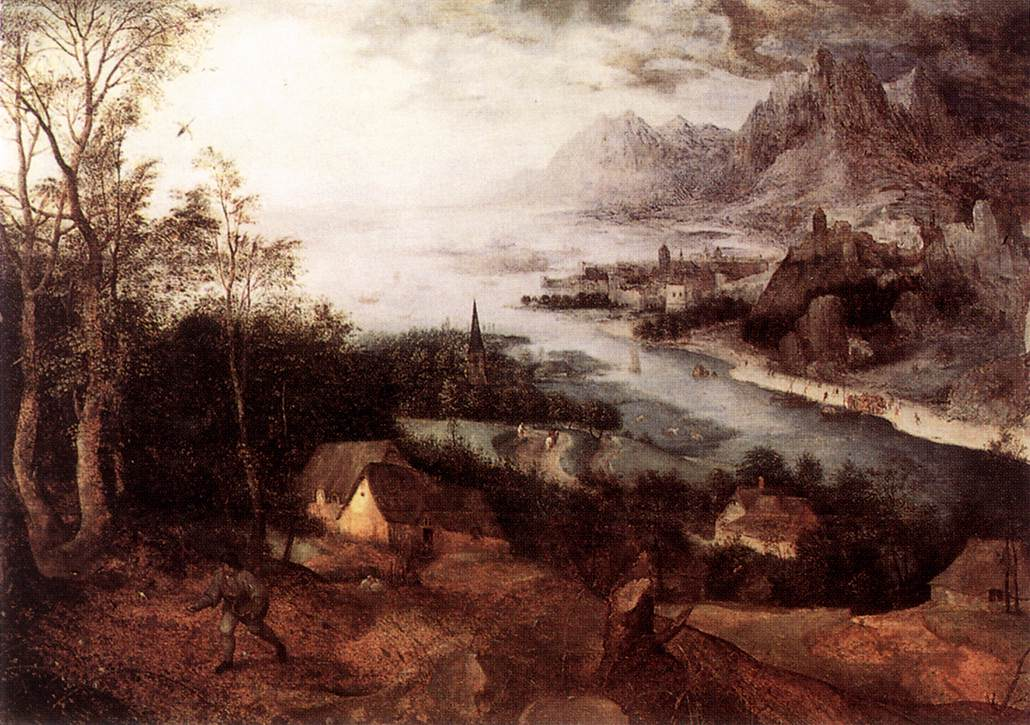
Paesaggio con la parabola del seminatore, 1557

Negli anni successivi l'artista continuò a occuparsi di disegni da tradurre in incisioni e di dipinti, che eseguì in maniera continuativa solo a partire dal 1562. Ad Anversa entrò in circoli intellettuali che furono per lui stimolo, ma anche principale bacino di committenza. Tra i partecipanti c'erano il cartografo Ortelius, il filosofo e incisore Coornhert, il tipografo Plantin, l'incisore Goltzius, oltre all'editore Cock. Uno dei suoi più attivi collezionisti fu il cardinale Antoine Perrenot de Granvelle, governatore dei Paesi Bassi e amico di Filippo II di Spagna.
Tra le opere che possono certamente essere ricondotte alla sua mano, classificabili nella pittura di paesaggio, si ricorda Paesaggio fluviale con la parabola del seminatore (prima tavola firmata e risalente al 1557). Sempre nel 1557 realizzò la serie calcografica dei Sette peccati capitali.
Fino al 1559 si firmò come "Brueghel", per poi passare, non si sa come mai, alla firma "Bruegel". Nel 1562 probabilmente compì un viaggio ad Amsterdam e a Besançon e lo stesso anno realizzò il Suicidio di Saul.

### Trasferimento a Bruxelles

Grande Torre di Babele, 1563

Nell'estate del 1563 si sposò ad Anversa con Mayeken Coecke (figlia di Pieter Coecke, suo maestro) e si trasferì quindi a Bruxelles, dove riprese a dipingere. Se Bruxelles e Anversa distavano appena una quarantina di chilometri, l'ambiente dei due centri era molto diverso, aristocratica la prima quanto mercantile la seconda. In quegli anni la città di Bruxelles era ricca, ma funestata da condanne, esecuzioni ed episodi sanguinosi; nonostante ciò, qui Bruegel trascorse gli anni più fecondi. Già nel 1563 vide la luce una delle sue opere più celebri: la Torre di Babele.
Nel 1564 venne alla luce Pieter, suo primogenito, anche lui destinato a diventare pittore; nello stesso anno dipinse la Salita al Calvario. Il periodo compreso tra il 1565 ed il 1568 fu abbastanza prolifico per la produzione pittorica dell'artista, con la realizzazione di pregevoli opere quali la serie dedicata ai Mesi, da alcuni indicata come la prima rappresentazione di paesaggi indipendenti in pittura su scala monumentale. Nel 1566 Nilaes Jonghelinck possedeva ben sedici opere di Bruegel, comprese le sei tavole dei Mesi.

### Ultimi anni e morte

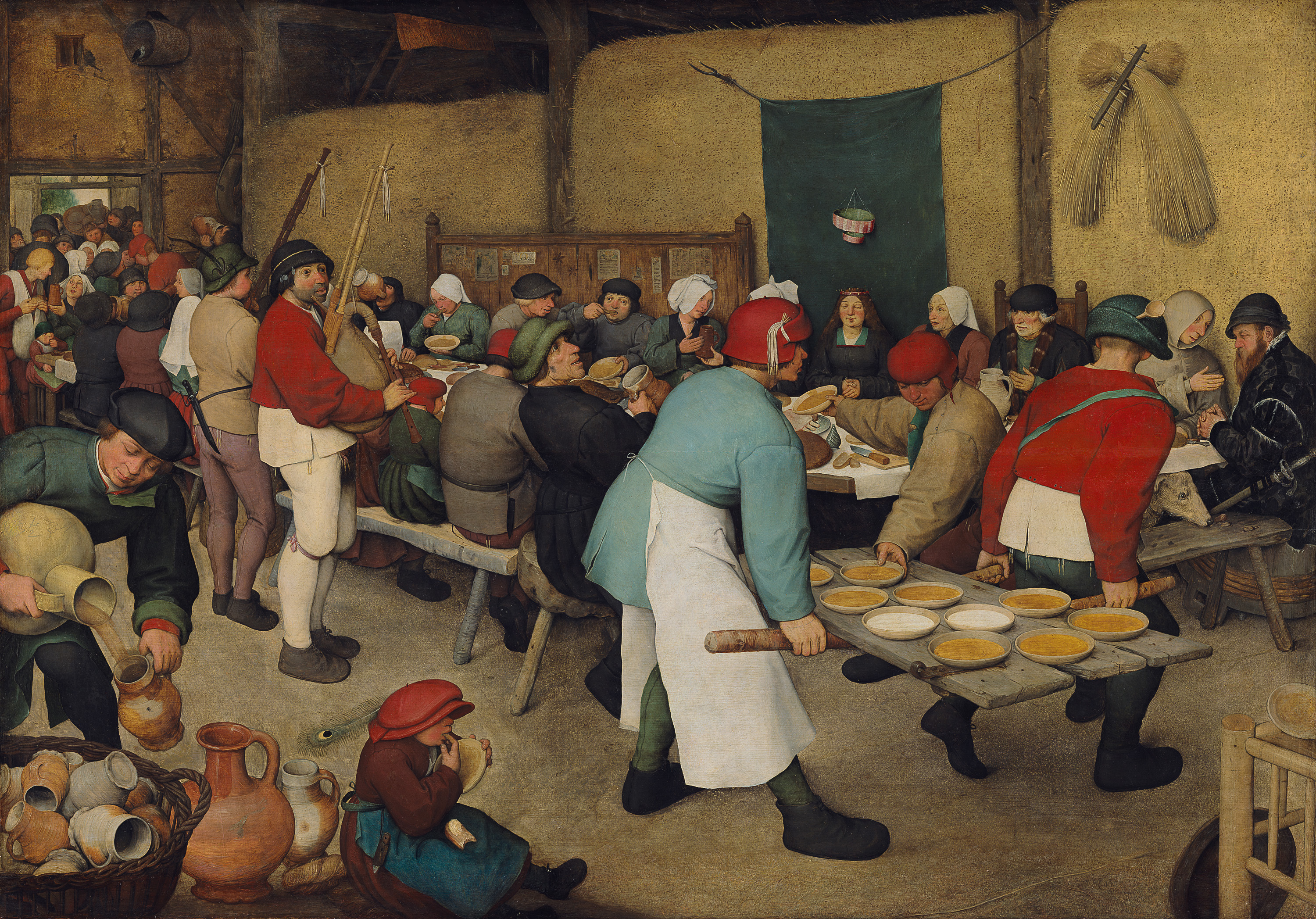
Banchetto nuziale, 1568 circa

Nelle opere più tarde l'umanità brulicante indietreggia gradualmente fino ad arrivare a figure in primo piano, come nei volti di vecchi che sembrano riflettere su se stessi in maniera più pacata, quasi a fare i conti con la fine imminente. Opere come il Ladro di nidi, il Paese della cuccagna o il Banchetto nuziale offrono maggior spazio alle figure umane, con proporzioni più grandi nella scena e distribuite nello spazio con maggiore monumentalità. Il Banchetto nuziale in particolare sembra mostrare un coinvolgimento del pittore alla gioia dell'evento, che gli fa abbandonare il tradizionale distacco: non a caso nell'ultima figura sulla destra inserì il suo autoritratto nell'atto di confessarsi.
Nel 1568 nacque il secondogenito Jan, noto come “dei Velluti”.
Nella Parabola dei ciechi, del 1568, inscenò un tema già affrontato da Bosch e Metsys, trasmettendo un senso di crudezza frammisto a una colorazione grottesca e soprattutto drammatica. Invece il paesaggio fa da contraltare, con la sua calma e tranquillità, alla processione umana che si avvia ad una miserabile fine.
Le circostanze della sepoltura di Bruegel sono uno dei pochi elementi certi nella sua biografia: nella chiesa di Notre-Dame-de-la-Chapelle a Bruxelles esiste ancora la lapide con un'iscrizione fatta apporre nel 1676 da un suo pronipote e che riporta: "OBIIT ILLE ANNO MDLXIX" ("Morì l'anno 1569"). A testimonianza dell'alta considerazione che all'epoca ancora rivestiva la sua figura, la sua tomba venne adornata da un dipinto di Rubens ancora in loco.
I figli continuarono l'attività artistica del padre. Pieter ne imitò i modi, rivolgendosi a una committenza piccolo-borghese che non gli garantì una solida tranquillità economica. Jan invece si dedicò a un circuito di clienti di livello più alto, inventandosi uno stile più rarefatto e di una finezza quasi da miniaturista.

## Temi

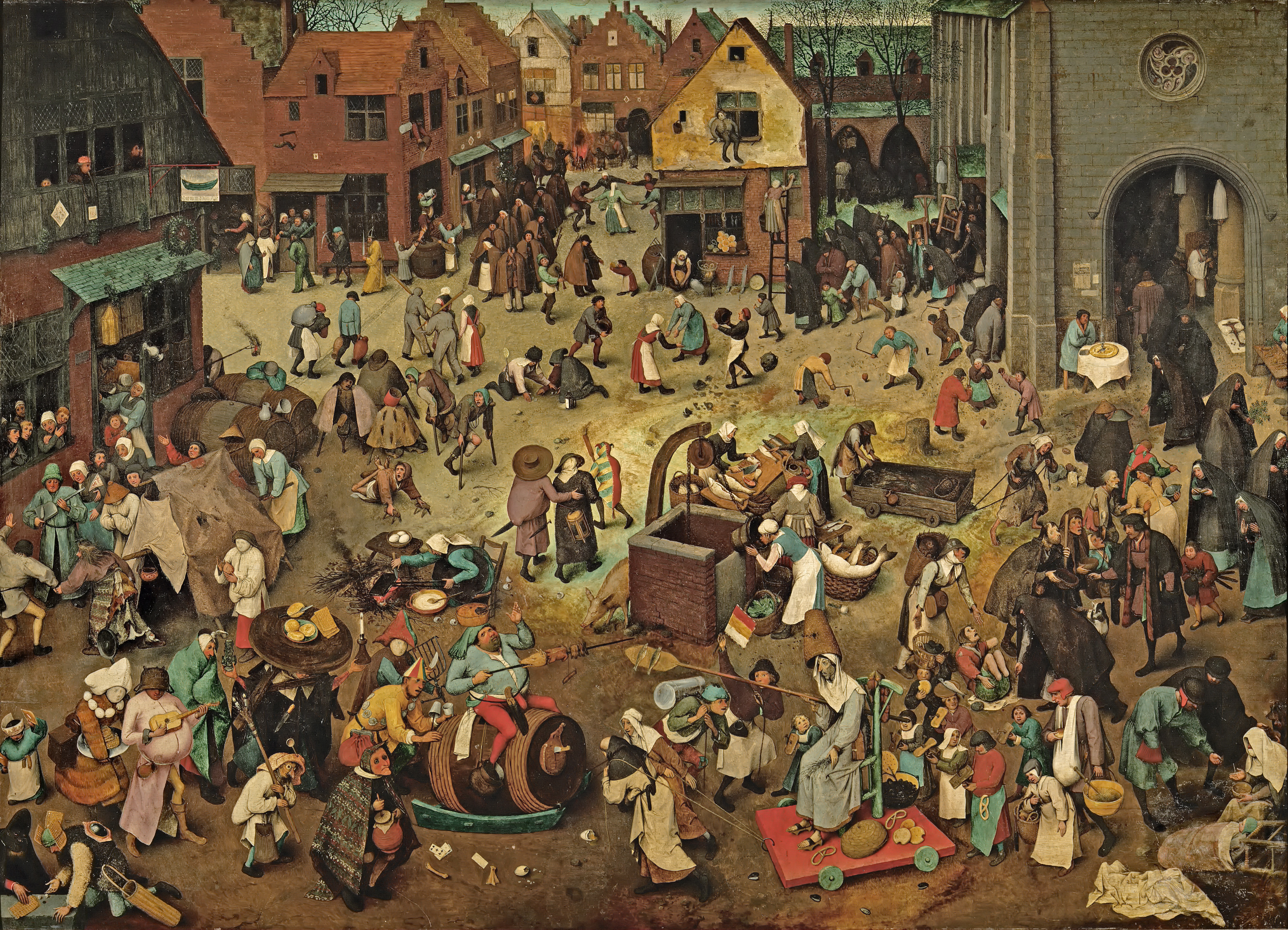
Lotta tra Carnevale e Quaresima, 1559

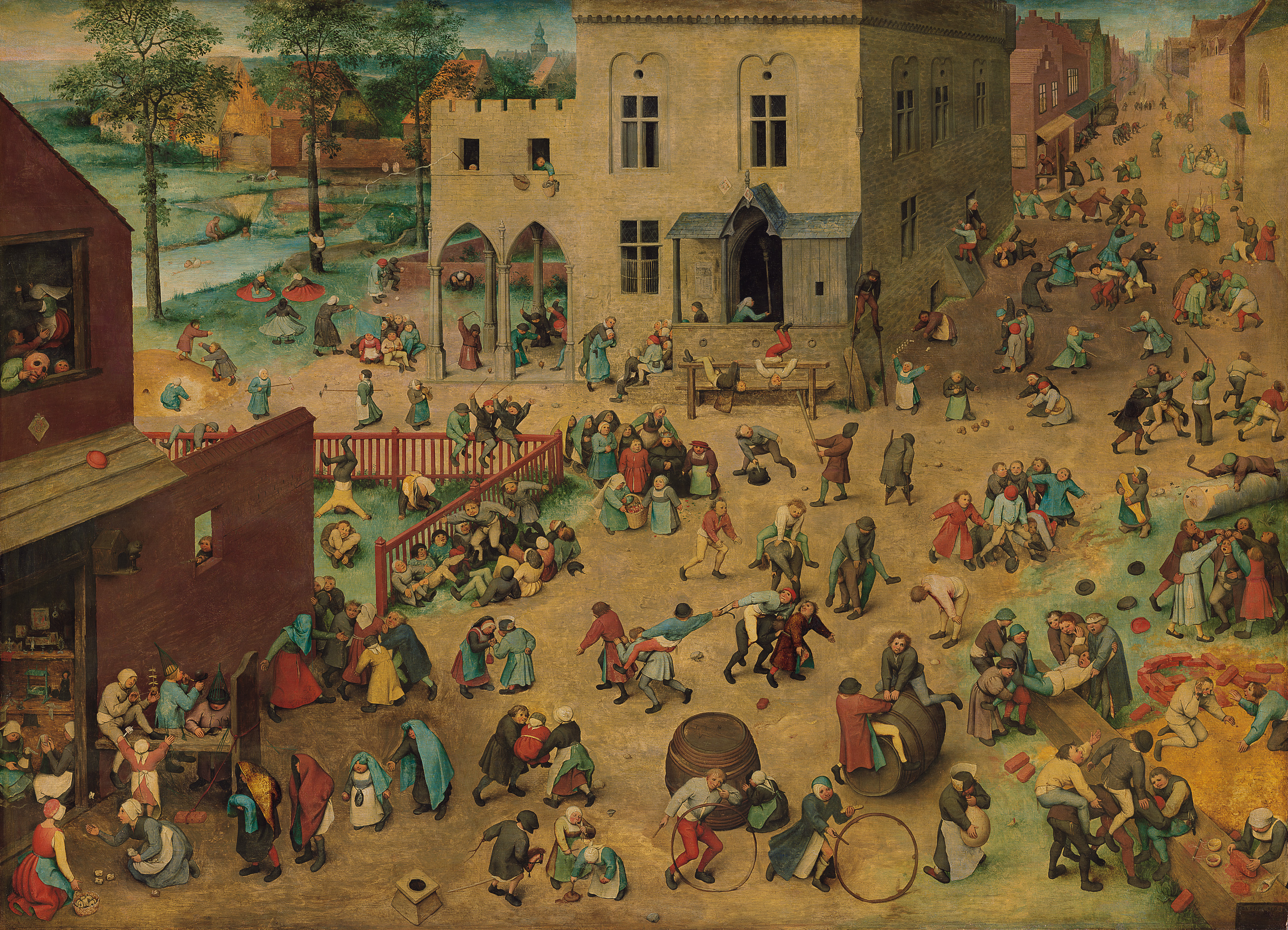
Giochi di bambini, 1560

Il tema fondamentale dell'opera di Bruegel è sicuramente la meditazione sull'umanità, soprattutto contadina, ritratta in episodi quotidiani. Si tratta di una cronaca dalla precisione lenticolare e priva di qualsiasi idealizzazione. Portato in primo piano e spesso ritratto nei suoi istinti più bassi, l'uomo di Bruegel è una creatura goffa e viziosa, calata in un universo per niente idilliaco in cui neanche la fede offre un sicuro riparo, ma anzi è spesso derisa o ridotta a semplice superstizione. Paure, vizi, deformazioni fisiche e morali sono riprodotte con occhio lucido e, per quanto possibile, oggettivo, privo di compiacenze verso quel mondo, ma esente anche dal disprezzo del medesimo. Il grottesco e la caricatura appaiono usati in maniera non fine a se stessa, ma come simbolo di peccati e debolezze umane, spesso conditi da una garbata ironia. La sua arte si legò a quella di Bosch per l'impeto fantastico e la capacità di penetrazione all'interno del magma delle passioni umane, ma se ne distaccò per il lato realistico e l'aderenza "corporale" ai fatti concreti.
A differenza degli italiani del Rinascimento, l'uomo per Bruegel e per i nordici in generale non gode della fiducia datagli dalla filosofia e dalla protezione divina, ma è sopraffatto dalla Natura e rimpicciolito nella sua impotenza e nell'indifferenza generale. Per questo i suoi soggetti non hanno niente di ideale, ma sono piuttosto scrutati nella loro forma reale, per certi versi iper-reale.
Quello che emerge è un caos brulicante senza via di scampo, alleggerito però da un'attenzione rivolta spesso ai risvolti più comici che tragici. L'ironia, la riflessione intellettuale, la decantazione dei valori popolari riscatta le sue opere da una semplice cronaca di costume. Non basta ai suoi personaggi la redenzione e la penitenza fittizia delle quaresime, poiché il loro destino è ineluttabile. Ciò si vede nel terrore che li colpisce quando si rendono conto di essere davvero prossimi alla fine, senza scampo, in opere quali la Testa di vecchia contadina in cui il misero volto, residuo umano dove già si intravede il teschio, offre una sorta di stupito timore dagli echi luttuosi.
Unica figura che scampa dalle condanne dell'esistenza terrena è il pastore, un soggetto inserito spesso nei dipinti di Bruegel, quale figura immobile che rappresenta il contrasto e l'ammonimento, la rassegnazione di fronte alle tempeste del mondo e che scompare nelle opere più cupe della fase finale.
Un altro tema fondamentale è quello della Natura, che si legge nelle vaste aperture paesistiche, spesso ispirate alle vedute colte durante il viaggio in Italia, che ne fanno un continuatore ideale della scuola danubiana. Scorci delle Alpi, del Lago Maggiore, di Roma, Napoli e Messina appaiono sovente come quinte architettoniche per le feste contadine, frequentemente avvolti di una luce propria. La bellezza degli scorci contrasta spesso con la bassezza degli esseri che popolano quei mondi, amplificandosi l'un l'altra.
Compaiono poi qua e là allusioni ai drammatici avvenimenti della storia contemporanea, con le sanguinose lotte per l'indipendenza politica e religiosa delle future Province Unite. Tali riferimenti all'attualità oggi possono apparire ormai trasfigurati in una riflessione più generale sulla drammaticità del destino umano, sul dolore, la perdita e l'affanno.
Un'altra chiave di lettura della sua opera è poi quella alchemica, la pseudo-scienza dell'epoca con cui si cercava di arricchirsi producendo oro, di curare le malattie e prolungare la vita. Oggetti sparsi nascondono simboli precisi, riconoscibili solo dalle élite, calati e camuffati però nell'umanità scanzonata e sgangherata del popolino.

## Stile

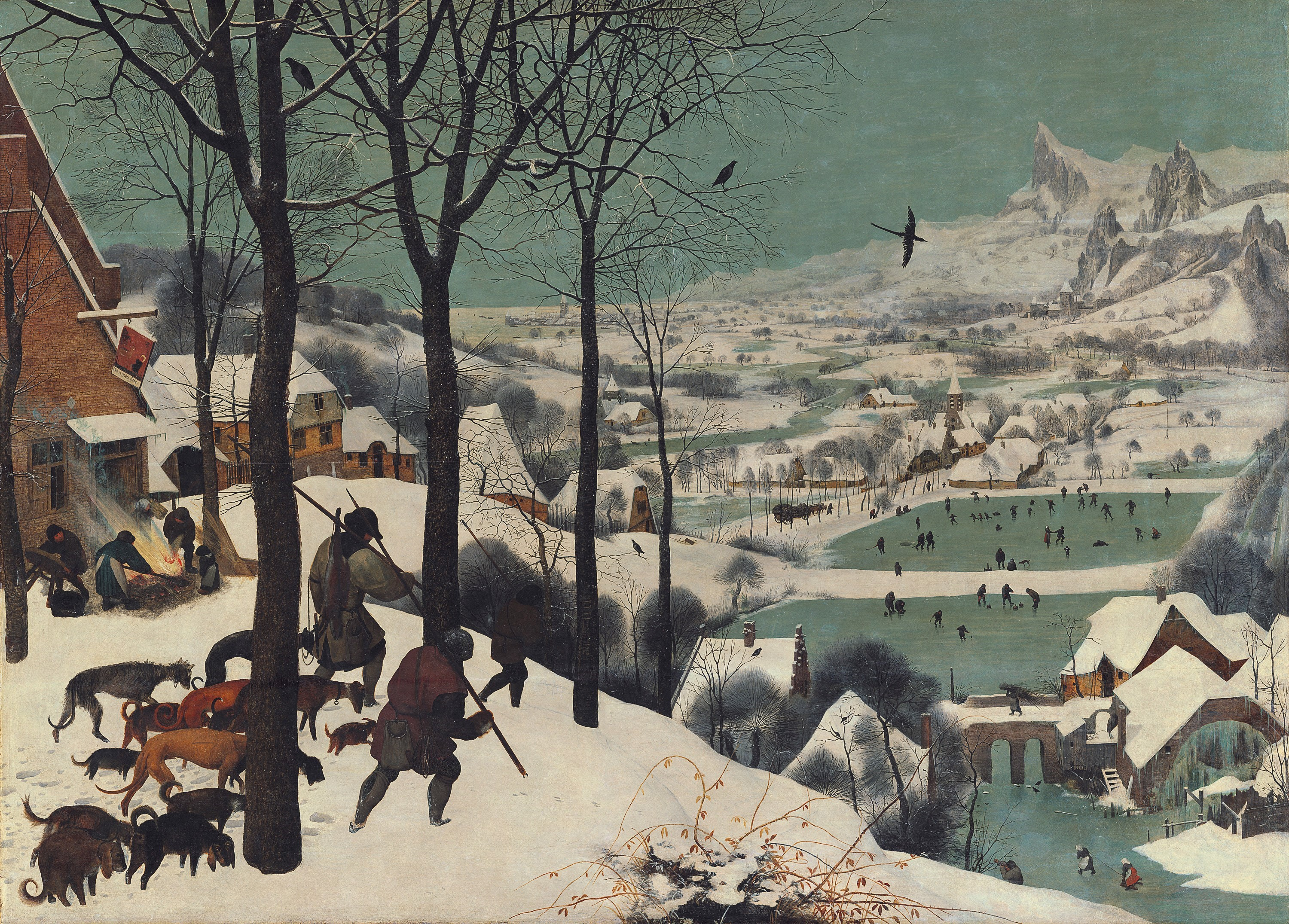
Cacciatori nella neve, 1565

Bruegel aveva a sua disposizione una solida preparazione da disegnatore, maturata nell'arte incisoria e, per certi versi, simile a quella del cartografo, capace di descrivere i dettagli più minuti con pulizia di tracciato ed equilibrio impaginativo. Avvicinandosi all'apparente caos delle grandi opere si trovano uomini e oggetti rappresentati con cura e con una collocazione precisa, proprio come i nomi e i particolari su una cartina geografica. Massimo esempio di tale tecnica compositiva è il dipinto dei Proverbi fiamminghi (1559), in cui circa centoventi ammonimenti e modi di dire della saggezza popolare sono organizzati nello scorcio di un villaggio. L'amore per il dettaglio, tipicamente fiammingo, andava così a esaltarsi con le aperture paesistiche, ad ampio respiro.
La maestria tecnica permetteva al pittore anche di restituire l'impalpabile componente atmosferica dei suoi paesaggi, nonché la materia fisica e vibrante delle figure, con risultati che nessuno dei suoi seguaci, a partire proprio dal figlio, riuscì a eguagliare pienamente.

## Fortuna critica

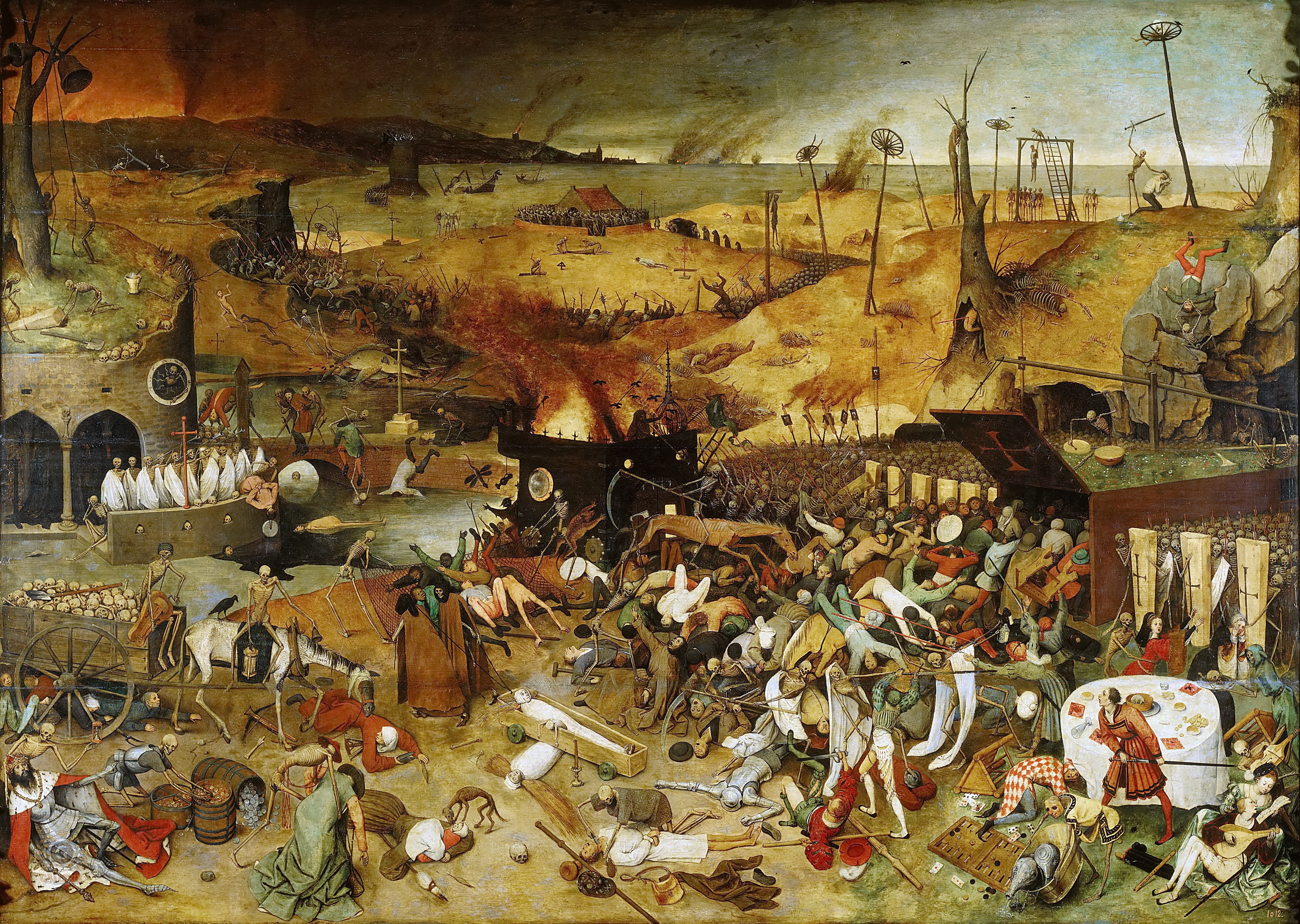
Trionfo della Morte, 1562 circa

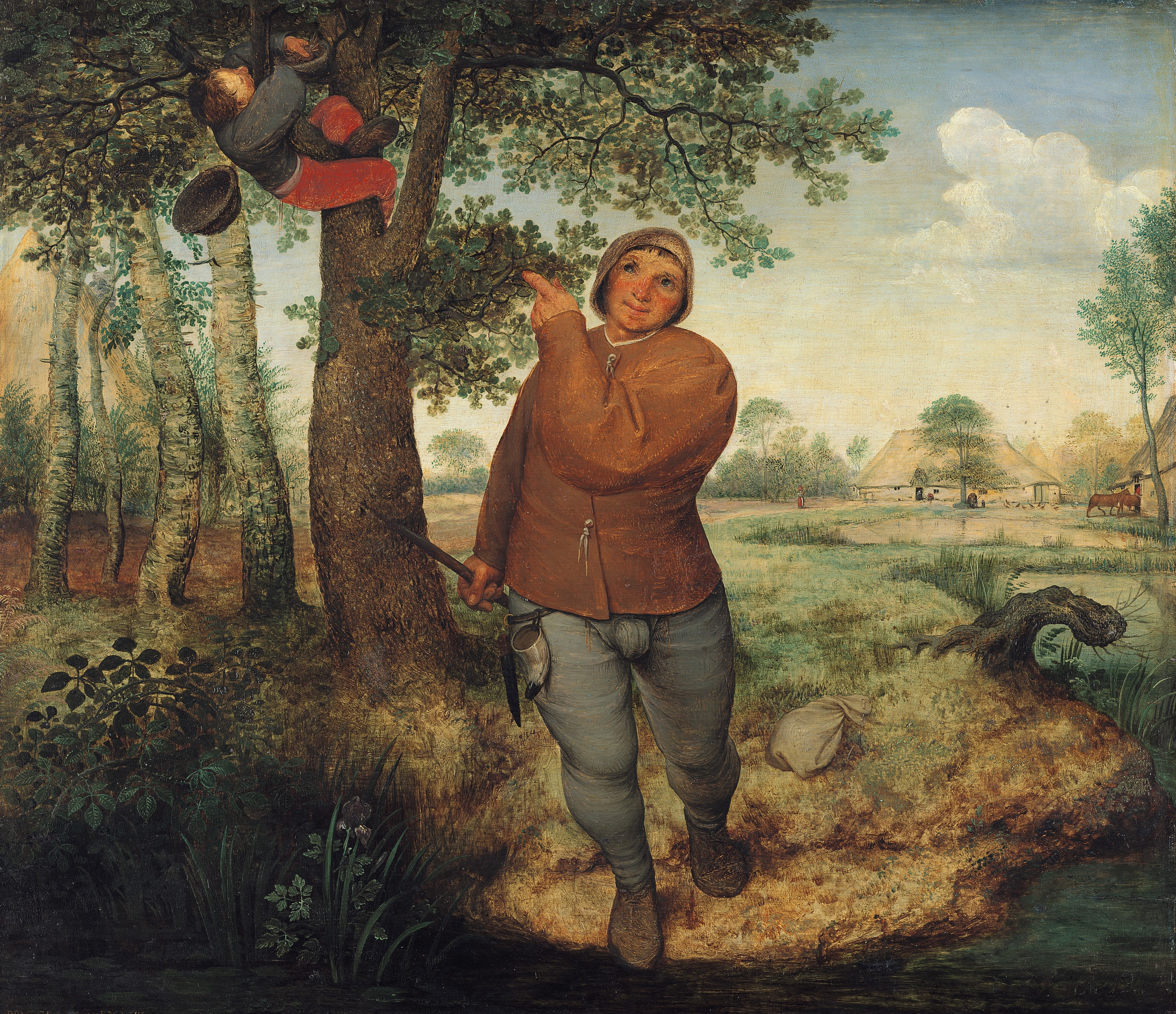
Ladro di nidi, 1568

Un po' come Bosch, Bruegel non decorò chiese o luoghi pubblici, ma la sua arte fu apprezzata, e molto, da una ristretta cerchia di amici e collezionisti. La fortuna della sua opera è documentata, oltre che dalle testimonianze, dall'enorme quantità di copie dei suoi lavori, che dichiarano l'ammirazione di chi, impossibilitato ad avere un suo originale, si accontentava almeno di una riproduzione. Tra i suoi migliori committenti ci furono il cardinale Perrenot di Granvelle e Niclaes Jonghelinck; quest'ultimo in particolare nel 1566 arrivò a possedere sedici dipinti dell'artista, tra cui le tavole dei Mesi, opere così stimate che la città d'Anversa avrebbe poi richiesto per farne dono all'arciduca Ernesto d'Asburgo. Lo stesso nobile austriaco acquistò anche, per 160 fiorini, il Banchetto nuziale. Nel 1572 il canonico Morillon scriveva al cardinale Granvelle che non c'era più speranza di recuperare i quadri di Bruegel che gli erano stati sottratti nel sacco di Malines, aggiungendo che le opere del maestro "dopo la sua morte sono ancora più ricercate di prima, e vengono valutate cinquanta, cento, fin duecento scudi".
Nel secolo successivo, tra gli amanti della sua arte, figurò Rubens, amico di suo figlio Jan e proprietario di ben dodici suoi dipinti, come risulta dall'inventario redatto alla sua morte nel 1640.
Difficile da inquadrare, la figura di Bruegel venne letta nei secoli nelle maniere più disparate: contadino o borghese, cattolico osservante o libertino, umanista o satirico, seguace di Bosch o ultimo dei Primitivi... la sua arte venne etichettata via via come realista, paesaggistica, di genere, favolosa, bizzarra, ecc.. Nello stesso secolo Robert Herrick, in un suo poema, affiancò il nome di Brugel a quello di sommi artisti come Holbein, Raffaello, Rubens e altri. Lodato da Vasari, venne trattato con ampiezza da Karel van Mander nello Schilderboek, anche se quest'ultimo enfatizzò eccessivamente le differenze con l'arte "aulica" italiana, dandone un giudizio per certi versi precostituito e dequalificante, nel complesso geniale ma talvolta grossolano e addirittura volgare. Tali valutazioni condizionarono negativamente la percezione di Bruegel per secoli. Tra il XVIII e il XIX secolo la sua opera subì una relegazione nel genere popolare, confondendo spesso le sue opere originali con quelle dei seguaci.
Nel Settecento ad esempio Descamps (La vie des peintres..., 1753) non solo lo relegò all'ambito secondario della pittura popolaresca, ma pure in tale settore lo considerò inferiore a molti altri, preferendogli colleghi come Brouwer e il piacevole Teniers il Giovane. Ancora Waagen, nel 1869, dedicò a Bruegel appena una pagina scarsa, mentre a Teniers ne concesse sei. È chiaro che sul giudizio del pittore influissero anche le difficoltà nel distinguere i lavori originali dalle copie e le derivazioni, ma c'era anche un'attenzione spropositata all'anedottistica sulla sua figura, al lato più popolaresco e meno edificante della sua opera, ma tanto da valergli il soprannome "Piet den Drol", cioè Pietro il Buffo. Solo qualche episodica menzione incrinò tale visione negli anni successivi. Mariette ad esempio accostò i suoi paesaggi a quelli di Tiziano.
Tempo dopo Baudelaire usò a proposito di lui le parole: "una cafarnao diabolico e grottesco che si può interpretare soltanto come una sorta di grazia singolare e satanica", sicuramente una definizione affascinante, ma con il sospetto insistente che più che a Bruegel il critico avesse in mente Bosch. Nell'Ottocento i grandi musei, a parte la collezione storica del Kunsthistorisches, non acquistavano le sue opere e se i musei reali di Bruxelles comprarono la Caduta degli angeli ribelli fu solo perché la ritenevano di Bosch. La critica romantica ne riscoprì la forza espressiva e la vena malinconica, nonché i temi di riflessione esistenziale.
Bisognò aspettare il nuovo secolo quando, dopo le intuizioni di Riehl (1884), che risollevò la sua figura tra quelle dei contemporanei, e lo studio di Romdahl (1904-1905), Van Bastellaer e Hulin de Loo dedicarono al pittore uno studio scientifico, culminato nella pubblicazione di un catalogo delle sue opere, edito nel 1907, in cui si affrontano anche valutazioni stilistiche e iconografiche.
Scacciata gradualmente la figura del Bruegel "buffo" e "contadino", il rischio opposto che corse la critica successiva fu quello di scivolare in interpretazioni troppo intellettualistiche della sua opera, a volte troppo dense di implicazioni esoteriche, politiche, polemiche e moraleggianti. L'attenzione sulla cultura, la raffinatezza, la sottile vena ironica delle sue opere, per quanto giustificata, non deve infatti tralasciare, secondo la critica più moderna, i valori propriamente pittorici e lirici della forma, nonché il disinteresse per la bellezza classica, la ricerca del vero e del reale imperterrita, il senso per il movimento, la composizione, la scansione spaziale, il colore sobrio e vivo. In tale ottica Bruegel appare come un pittore più che mai vitale e moderno, giustificando il grande amore che tutt'oggi il pubblico tributa alle sue opere.

## Film dedicati
- lungometraggio De Vier jaargetijden van Pieter Brueghel di Kris Betz ed Edward Deleu (1969)
- documentario The Dutch Masters: Bruegel di Bob Carruthers, Ronald Davis e Dennis Hedlund (2000)
- lungometraggio I colori della passione di Lech Majewski (2011)

## Opere principali

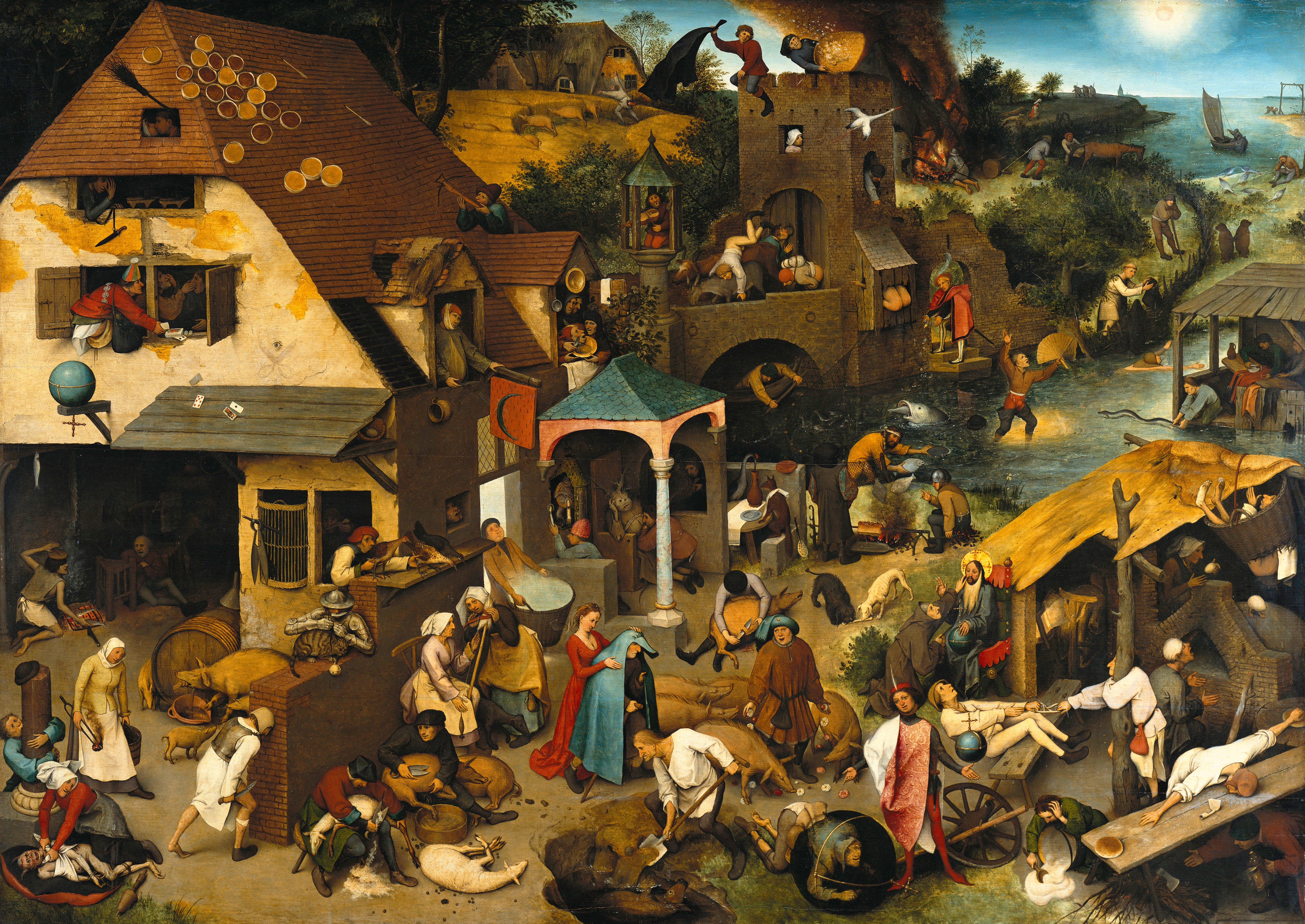
Proverbi fiamminghi, 1559

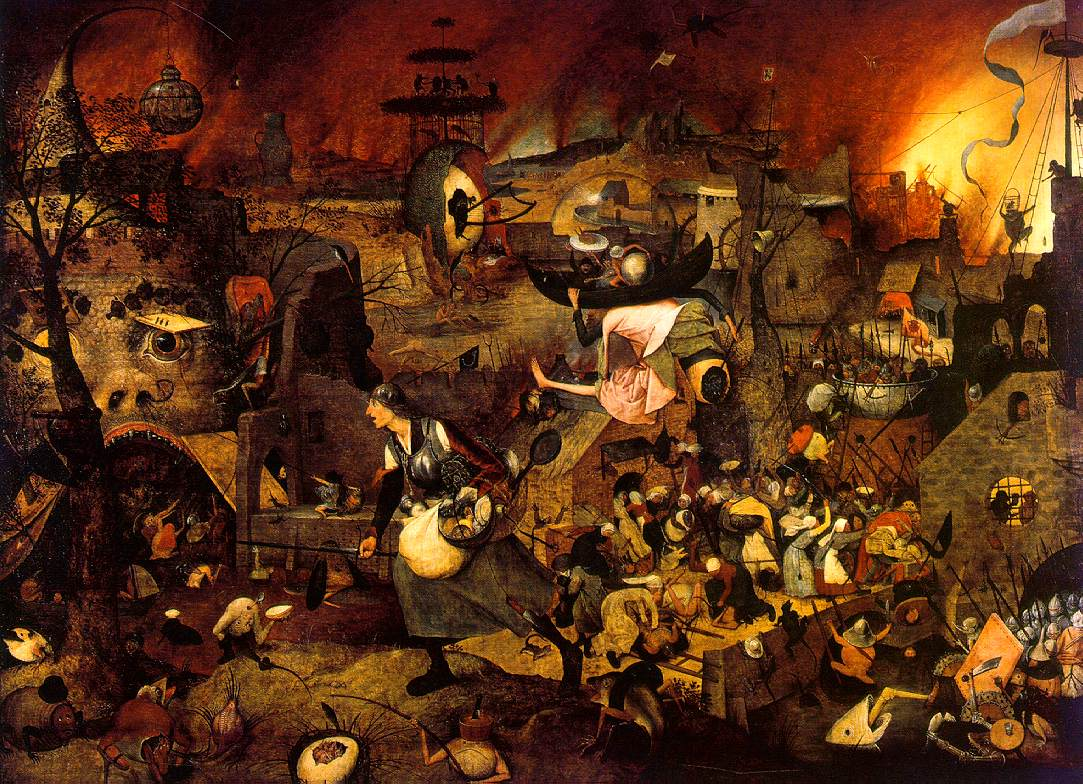
Margherita la pazza, 1561

Caduta degli angeli ribelli, 1562

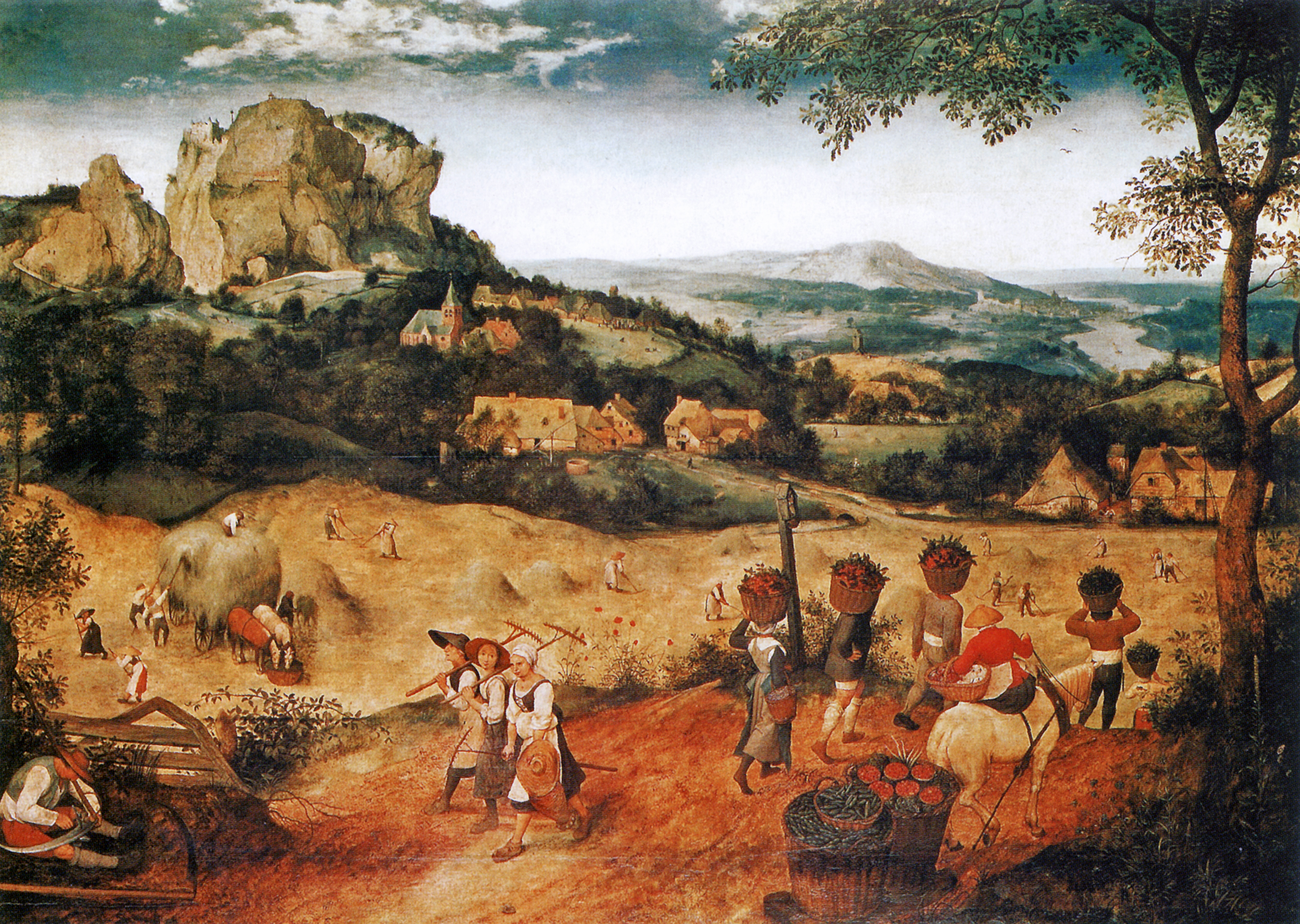
Fienagione, 1565

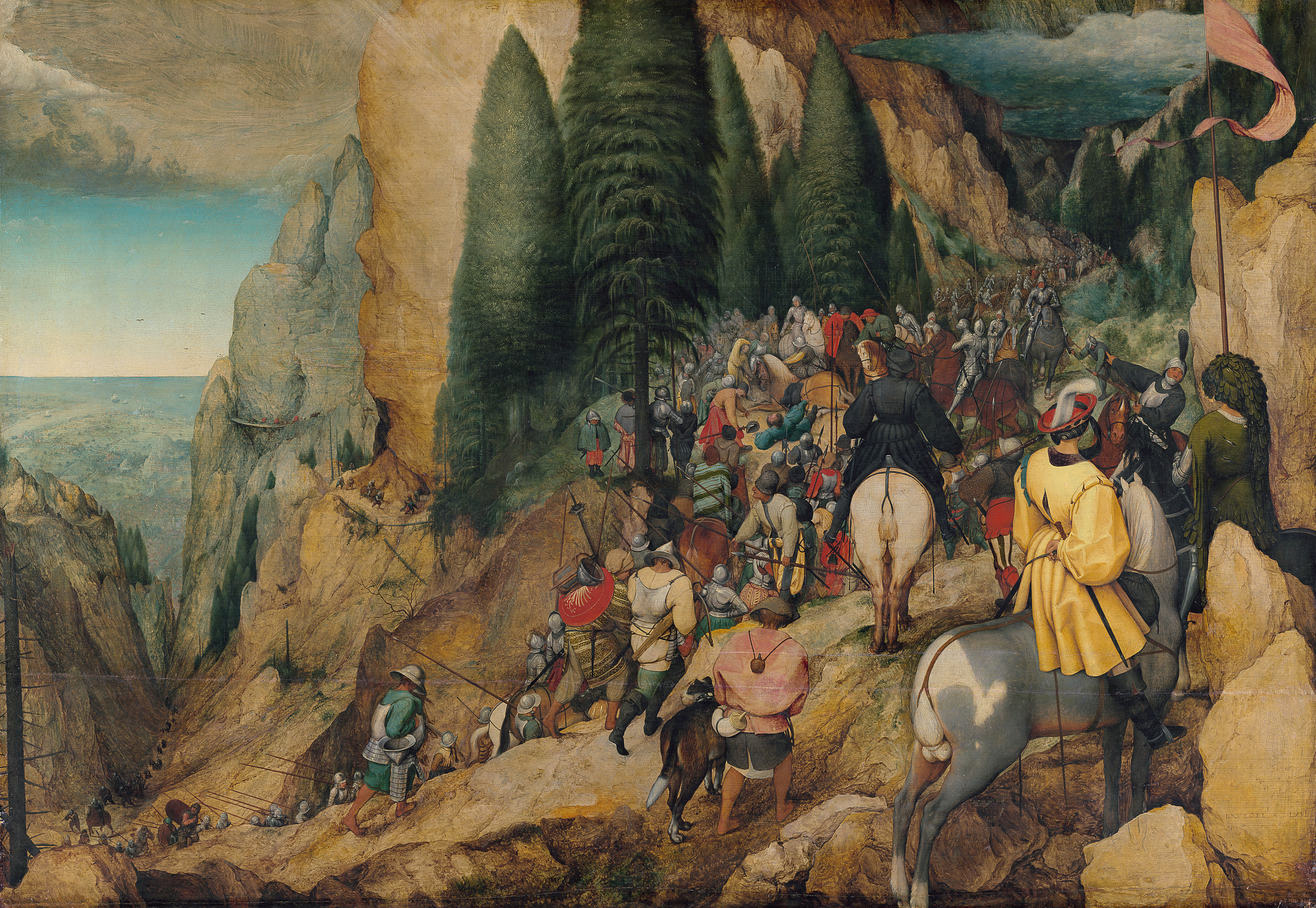
Conversione di san Paolo, 1567

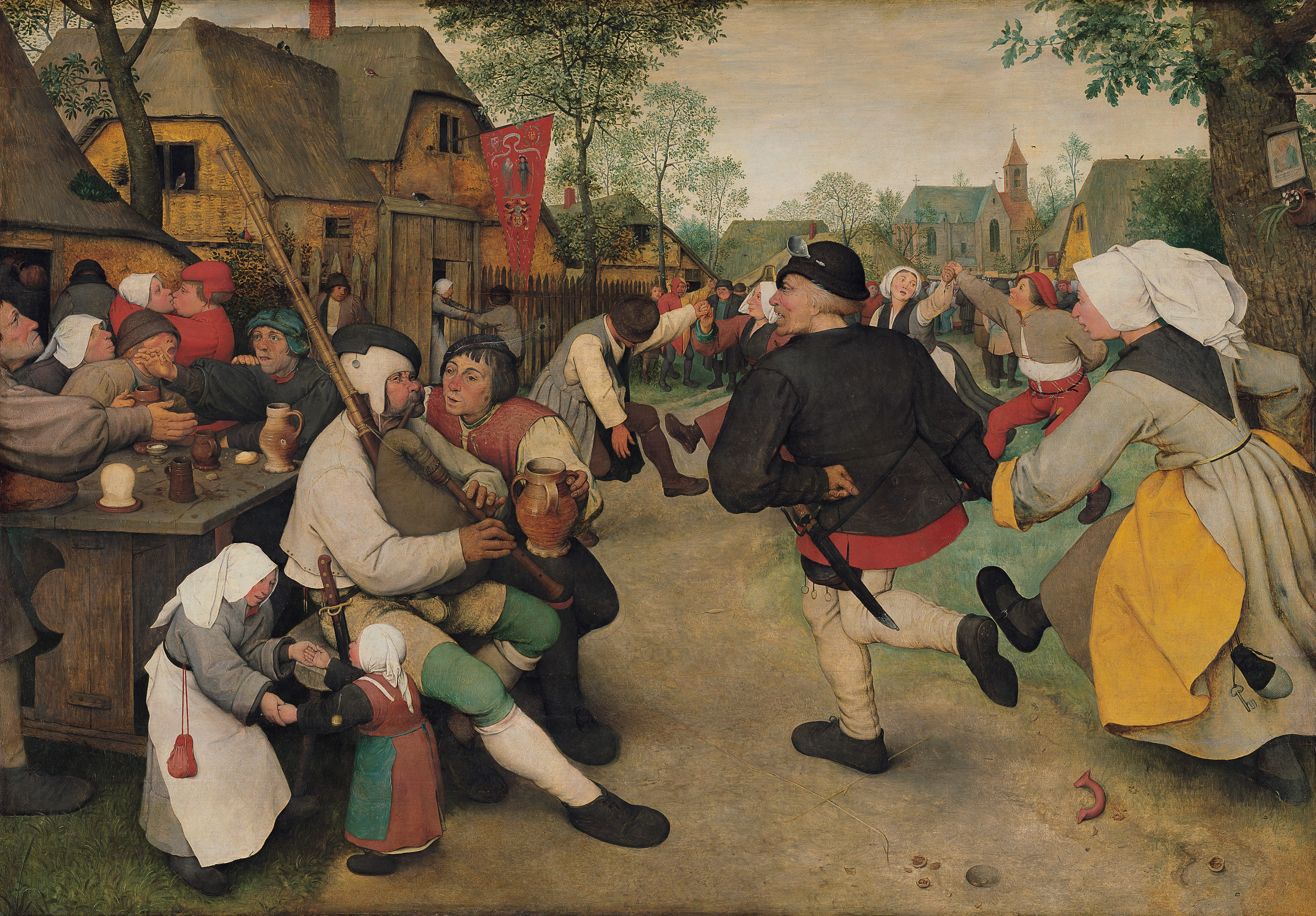
Danza di contadini, 1568 circa

- Adorazione dei Magi, 1556 circa, tempera su tela, 115,5x163 cm, Bruxelles, Musées Royaux des Beaux-Arts
- Veduta del porto di Napoli, 1556 circa, olio su tavola, 39,8x69,5 cm, Roma, Galleria Doria Pamphilij
- Paesaggio con la parabola del seminatore, 1557, olio su tavola, 74x102 cm, San Diego, Timken Art Gallery
- Dodici proverbi, 1558, olio su tavola, 74,5x98,4 cm, Anversa, Museum Mayer van den Bergh
- Caduta di Icaro, 1558 circa, olio su tavola, 73,5x112 cm, Bruxelles, Musées Royaux des Beaux-Arts
- Proverbi fiamminghi, 1559, olio su tavola, 117x163 cm, Berlino, Gemäldegalerie
- Lotta tra Carnevale e Quaresima, 1559, olio su tavola, 118x164,5 cm, Vienna, Kunsthistorisches Museum
- Giochi di bambini, 1560, olio su tavola, 118x1614 cm, Vienna, Kunsthistorisches Museum
- Margherita la Pazza, 1561, olio su tavola, 115x161 cm, Anversa, Museum Mayer van den Bergh
- Caduta degli angeli ribelli, 1562, olio su tavola, 117x162 cm, Bruxelles, Musées Royaux des Beaux-Arts
- Due scimmie incatenate, 1562, olio su tavola, 20x23 cm, Berlino, Gemäldegalerie
- Suicidio di Saul, 1562, olio su tavola, 33,5x55 cm, Vienna, Kunsthistorisches Museum
- Trionfo della Morte, 1562 circa, olio su tavola, 117x162 cm, Madrid, Prado
- Fuga in Egitto, 1563, olio su tavola, 37x55,5 cm, Londra, Courtauld Gallery
- Grande torre di Babele, 1563, olio su tavola, 114x155 cm, Vienna, Kunsthistorisches Museum
- Piccola Torre di Babele, 1563 circa, olio su tavola, 60x74,5 cm, Rotterdam, Museum Boijmans Van Beuningen
- Salita al Calvario, 1564, olio su tavola, 124x170 cm, Vienna, Kunsthistorisches Museum
- Adorazione dei Magi, 1564, olio su tavola, 108x83 cm, Londra, National Gallery
- Morte della Vergine, 1564 circa, grisaglia su tavola, 36x55 cm, Banbury, Upton House
- Strage degli innocenti, 1564 circa, olio su tavola, 109,2x154,9 cm, Hampton Court, Royal Collection
- Cristo e l'adultera, 1565, grisaglia su tavola, 24,1x34 cm, Londra, Courtauld Gallery
- Mesi, 1565 circa
  - Giornata buia, 1565, olio su tavola, 118x163 cm, Vienna, Kunsthistorisches Museum
  - Fienagione, 1565, olio su tavola, 117x161 cm, Praga, Palazzo Lobkowitz
  - Mietitura, 1565, olio su tavola, 118x160,7 cm, New York, Metropolitan Museum
  - Ritorno della mandria, 1565, olio su tavola, 117x159 cm, Vienna, Kunsthistorisches Museum
  - Cacciatori nella neve, 1565, olio su tavola, 117x162 cm, Vienna, Kunsthistorisches Museum
- Paesaggio invernale con pattinatori e trappola per uccelli, 1565, olio su tavola, 38x56 cm, Bruxelles, Musées Royaux des Beaux-Arts
- Festa di san Martino, 1565-1568 circa, olio su tavola, 148×270.5 cm, Madrid, Museo del Prado
- Censimento di Betlemme, 1566, olio su tavola, 116x164,5 cm, Bruxelles, Musées Royaux des Beaux-Arts
- Predica di san Giovanni Battista, 1566, olio su tavola, 95x160,5 cm, Budapest, Museo di belle arti
- Danza nuziale, 1566, olio su tavola, 119x157 cm, Detroit, Institute of Arts
- Corteo nuziale, 1566 circa, olio su tavola, 61,5x114,5 cm, Bruxelles, Musée de la Ville de Bruxelles
- Conversione di san Paolo, 1567, olio su tavola, 108x156 cm, Vienna, Kunsthistorisches Museum
- Adorazione dei Magi nella neve, 1567, olio su tavola, 35x55 cm, Winterthur, Villa Am Römerholz (collezione di Oskar Reinhart)
- Paese della cuccagna, 1567, olio su tavola, 52x78 cm, Monaco, Alte Pinakothek
- Gli storpi, 1568, olio su tavola, 18x21,5 cm, Parigi, Louvre
- Parabola dei ciechi, 1568, tempera su tela, 86x154 cm, Napoli, Museo di Capodimonte
- Misantropo, 1568, tempera su tela, 86x85 cm, Napoli, Museo di Capodimonte
- Ladro di nidi, 1568, olio su tavola, 59,3x68,3 cm, Vienna, Kunsthistorisches Museum
- Gazza sulla forca, 1568, olio su tavola, 45,9x50,8 cm, Darmstadt, Hessisches Landesmuseum
- Banchetto nuziale, 1568 circa, olio su tavola, 114x164 cm, Vienna, Kunsthistorisches Museum
- Danza di contadini, 1568 circa, olio su tavola, 114x164 cm, Vienna, Kunsthistorisches Museum
- Testa di vecchia contadina, olio su tavola, 22x18 cm, Monaco, Alte Pinakothek

### Opere di attribuzione incerta

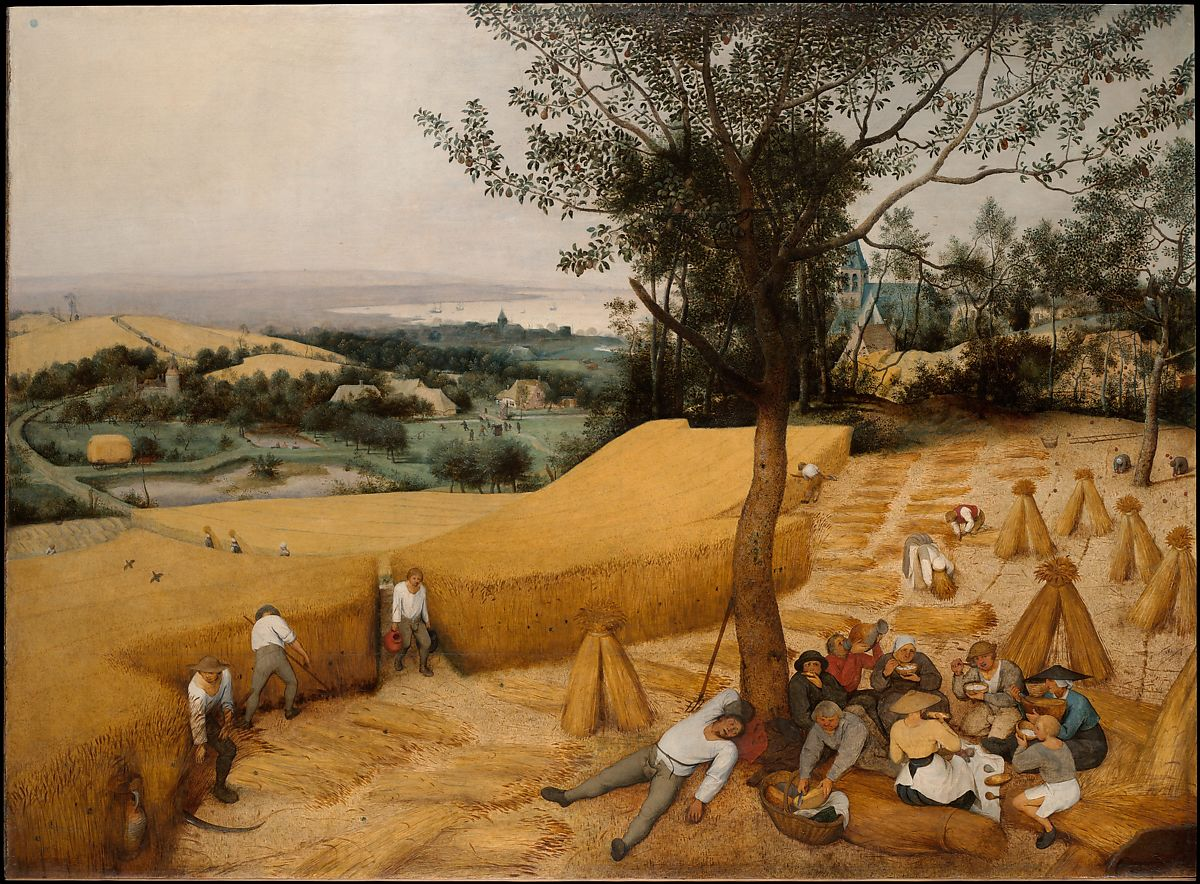
Mietitura, 1565

- Tentazioni di sant'Antonio, olio su tavola, 57,8×85,7 cm, Washington, National Gallery of Art
- Tempesta sul mare, olio su tavola, 71x97 cm, Vienna, Kunsthistorisches Museum
- Tre soldati, olio su tavola, 20,32×17,78 cm, New York, Frick CollectionMietitura, 1565